# Тарзан

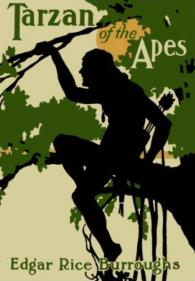
Ілюстрація обкладинки з книжки «Тарзан, приймак мавп»

Тарзан — вигаданий персонаж, створений письменником Едгаром Райсом Барроузом, вперше з'явився у книзі «Тарзан з роду Мавп» (англ. Tarzan of the Apes). Журнальна публікація роману з'явилася 1912 року, а 1914 р. він вийшов окремою книгою. Згодом, автор написав ще 23 частини.

## Сюжет
Тарзан — син британського лорда, залишеного розбійниками разом з дружиною на західному узбережжі Африки. Батьки загинули, коли хлопчик був зовсім маленьким, і він виріс серед мавп, які дали йому ім'я Тарзан (що означає «Біла шкіра» мовою великих мавп). Прийомною матір'ю Тарзана була мавпа на ім'я Кала. Справжнє ім'я Тарзана — Джон Клейтон (англ. John Clayton), лорд Грейсток.
Вже дорослим, Тарзан зустрів дівчину на ім'я Джейн Портер. Джейн, її батько та інші учасники експедиції, яка мала на меті пошук скарбів, були залишені на узбережжі Африки бунтівним екіпажем так само, як і батьки Тарзана двадцять років до того. Тарзан закохується в Джейн і слідує за нею, коли вона залишає джунглі і повертається до США. У наступних книгах, Тарзан і Джейн одружаться і певний час житимуть разом в Англії. У них народжується син Джек. Згодом Тарзан і Джейн повертаються до Африки.
Тарзан, зображений Берроузом, є типовим зразком героя. Він білошкірий, але засмаглий, високий, атлетичний, вродливий чоловік з сірими очима. Тарзан — високоморальна людина, він відданий своїй дружині, у багатьох ситуаціях приймає у захист слабких та знедоолених, з друзями веде себе стримано, але благородно і щедро.
Тарзана називають одним з найвпізнаваніших літературних персонажів у світі. Крім величезної кількості книг, написаних самим Берроузом й іншими авторами, цього персонажа можна зустріти в багатьох фільмах, телевізійних передачах, на радіо, в коміксах та комп'ютерних іграх.

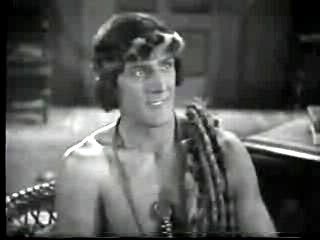
Франк Мерріл у фільмі Тарзан тигр з 1929

## РоманиЕдгара Райса Барроузапро Тарзана
- 1. Тарзан, годованець великих мавп (англ. Tarzan of the Apes; 1912; 1914)
- 2. Повернення Тарзана (англ. The Return of Tarzan; 1915)
- 3. Тарзан: Тарзан та його звірі (англ. The Beasts of Tarzan (1916)
- 4. Тарзанів син (англ. The Son of Tarzan; 1917)
- 5. Tarzan and the Jewels of Opar (1916)
- 6. Jungle Tales of Tarzan (1919)
- 7. Tarzan the Untamed (1920)
- 8. Tarzan the Terrible (1921)
- 9. Tarzan and the Golden Lion (1922)
- 10. Tarzan and the Ant Men (1924)
- 11. Tarzan, Lord of the Jungle (1927)
- 12. Tarzan and the Lost Empire (1928)
- 13. Tarzan at the Earth's Core (1929)
- 14. Tarzan the Invincible (1930, 1931)
- 15. Tarzan Triumphant (1931)
- 16. Tarzan and the City of Gold (1932)
- 17. Tarzan and the Lion Man (1933,)
- 18. Tarzan and the Leopard Men (1935)
- 19. Tarzan's Quest (1935, 1936)
- 20. Tarzan and the Forbidden City (1938)
- 21. Tarzan the Magnificent (1939)
- 22. Tarzan and the Foreign Legion (1947)
- 23. Tarzan and the Madman (1964)
- 24. Tarzan and the Castaways (1965)

## Фільми про Тарзана зДжонні Вайссмюллеромв головній ролі
- Тарзан, людина-мавпа (Tarzan the Ape Man) (1932)
- Тарзан і його подруга (Tarzan and His Mate) (1934)
- Тарзан втікає (Tarzan Escapes) (1936)
- Тарзан знаходить сина (Tarzan finds a son) (1939)
- Таємний скарб Тарзана (Tarzan Secret Treasure) (1941)
- Пригода Тарзана в Нью-Йорку ('Tarzan's New York adwenture) (1942)
- Tarzan Triumphs (1942)
- Tarzan Desert Mystery (1943)
- Tarzan and the Amazons (1945)
- Tarzan and Leopard Woman (1946)
- Tarzan and the Huntress (1947)
- Tarzan and mermaids (1948)

## Інші фільми про Тарзана
- Greystoke: The Legend of Tarzan, Lord of the Apes — фільм з 1984 року
- Тарзан — анімаційний фільм з 1999 року
- Легенда Тарзана — анімаційний серіал з 2001—2003 років
- Tarzan & Jane — анімаційний фільм з 2002 року
- Tarzan ІІ — анімаційний фільм з 2005 року

### Переклади українською
- Едґар Райз Борроуз. Тарзан, годованець великих мавп. Переклад з англійської: Олег Покальчук, Юрко Покальчук. Київ: Веселка. 1991. 224 стор. ISBN 5-301-01612-1; ISBN 978-5301-016-12-7 (Тарзан № 1)
- 2-ге видання: 1992 р., 224 с. з іл., 50 тис. прим.
  - (передрук) Едґар Райз Берроуз. Тарзан, годованець великих мавп. Повернення Тарзана. Переклад з англійської: Олег Покальчук, Юрко Покальчук. Тернопіль: НК-Богдан; Київ: Веселка. 2007. 432 стор. ISBN 966-692-892-2 (НК-Богдан); ISBN 966-01-0422-7 (Веселка) (Тарзан № 1 та № 2)
- Едґар Райз Борроуз. Повернення Тарзана. Переклад з англійської: Юрко Покальчук. Київ: Веселка. 1992. 208 стор., 115 тис. прим. ISBN 5-301-01232-0 (Тарзан № 2)
- Едґар Райз Борроуз. Тарзан та його звірі; Тарзанів син. Переклад з англійської: Олег Покальчук, Юрко Покальчук. Київ: Веселка. 1996. 375 стор. ISBN 966-01-0045-0 (Тарзан № 3 та № 4)
  - (передрук) Едґар Райз Берроуз. Тарзан та його звірі; Тарзанів син. Переклад з англійської: Олег Покальчук, Юрко Покальчук. Тернопіль: НК-Богдан; Київ: Веселка. 2007. 369 стор. ISBN 966-692-891-4 (НК-Богдан); ISBN 966-01-0423-5 (Веселка) (Тарзан № 3 та № 4)

- Едґар Райз Берроуз. Син джунглів. Переклад з англійської у переказі: Є. Бондаренко. Харків: КВЦ «Сварог». 2000. 127 стор. ISBN 966-7446-00-Х (Тарзан № 1)
- Едґар Райз Берроуз. Тарзан. (Тарзан № 1) // Едґар Берроуз. Тарзан; Редьярд Кіплінґ. Мауглі. Переклад з англійської: І. Базилянська. Харків: Школа. 2003. 384 стор. ISBN 966-8114-46-9 (передрук під тим самим ISBN у 2007)
- Едґар Райз Берроуз. Тарзан. Переклад з англійської: О. В. Зав'язкін. Донецьк: ВКФ «БАО». 2006. 288 стор. ISBN ISBN 966-338-306-2 (Уперше українською мовою) (Тарзан № 1)